# Palacio de Golestán
El palacio de Golestán (en persa, کاخ گلستان kâj-e golestân) es un complejo palaciego de la ciudad de Teherán, empleado como residencia real por la dinastía Kayar, En 2013, la Unesco eligió el palacio de Golestán como Patrimonio de la Humanidad.
Los edificios que lo componen datan de distintas fechas, iniciándose en el siglo XVI d. C. bajo el reinado del sah Tahmasp I, de la dinastía safávida, cuando se hallaban dentro de la ciudadela de adobe dentro del recinto de las murallas de la ciudad. El palacio comprende los monumentos históricos más antiguos de Teherán.

## Historia
La ciudadela de Teherán se construyó en el reinado del sah Tahmasp I, de la dinastía safávida, y más adelante, fue renovada bajo Karim Jan, de la dinastía Zand. Aga Mohammad Jan, de la Dinastía Qajar, estableció en Teherán su capital, con lo que la ciudadela, se convirtió en el centro de la Dinastía Qajar, y el patio y palacio de Golestán en residencia oficial de la familia real. En 1865, el palacio fue reconstruido en su forma actual por el arquitecto Hayi Abolhasán Navaí.
En la época de la dinastía pahlaví, el palacio fue utilizado para recepciones oficiales de la realeza mientras los monarcas construían su propio palacio residencial de Niavarán al norte de la ciudad, en la ladera fresca y arbolada de la cordillera del Alborz. Las ceremonias más relevantes celebradas en el palacio de Golestán fueron la coronación de Reza Pahlaví, en el Trono de Mármol, en 1925, y la de Mohammad Reza Pahlaví, en 1941 en la sala de exposiciones.
Entre los años 1925 a 1945, gran parte de las dependencias del palacio, fueron destruidas por orden de Reza Shah, con el argumento de que el vetusto palacio Qayar, no debía estorbar el crecimiento de la ciudad moderna, y en lugar de los edificios antiguos, se erigieron construcciones al estilo occidental contemporáneo.
Tras la Revolución iraní de 1979, el palacio se convirtió en museo histórico y arquitectónico. La Unesco aceptó la inscripción del Palacio en su Patrimonio de la Humanidad el 23 de junio del año 2013.

## Construcciones

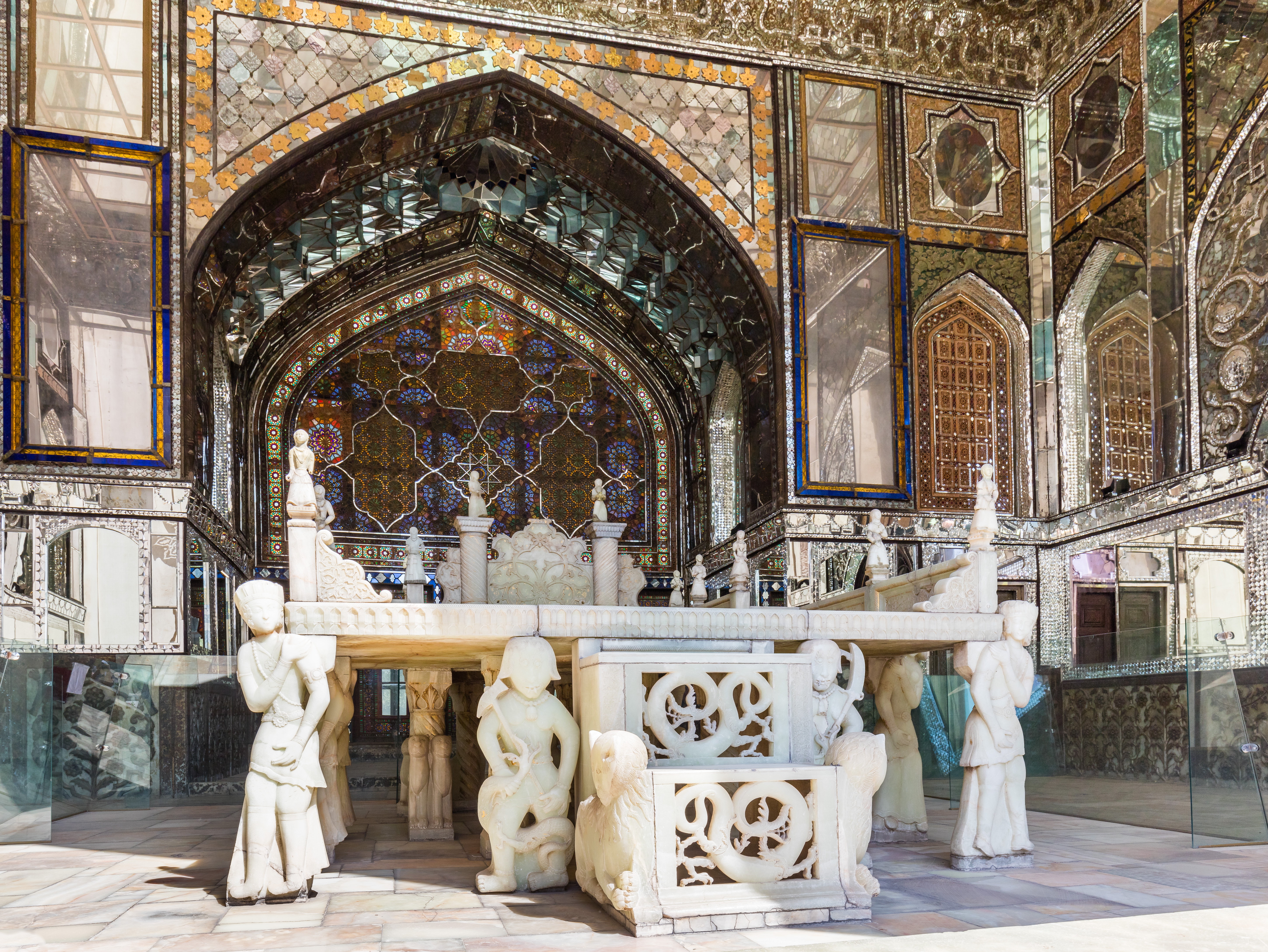
El Trono de Mármol.

### El Trono de Mármol
La plataforma de mármol esculpido conocida como Trono de Mármol (en persa, تخت مرمر tajt-e marmar), situada en el iwán central del palacio, es una de las construcciones más antiguas de la ciudadela histórica, elaborada en 1806 por orden de Fath Alí Shah (1791-1834).
Fabricado con sesenta y cinco piezas de mármol amarillo de Yazd y adornado con pinturas, relieves, azulejos, estucos, espejos, esmaltes, ebanistería y celosías, el trono constituye un ejemplar de la más delicada escultura arquitectónica iraní.
El diseño del trono es del pintor mayor de la corte kayar, Mirza Baba Naqqash Bashí. La construcción fue supervisada por el maestro albañil Mohammad Ebrahim, y distintos artesanos reputados de la época contribuyeron a la ejecución de la obra. Algunos detalles del trono y del iwán donde está situado se terminaron en el reinado de Nasereddín Sah Kayar (1848-1896).
En el iwán se llevaban a cabo las coronaciones de los sah kayares y otras ceremonias oficiales, como el saludo anual de Noruz. La última coronación realizada en el Trono de Mármol fue la del rey autoproclamado Reza Shah en 1925.

### Rincón de Karim Jan

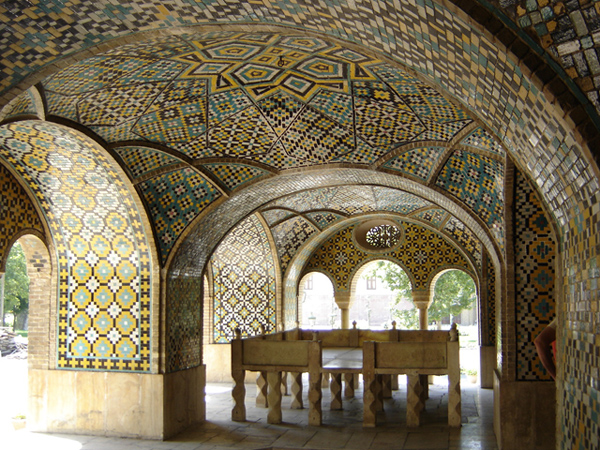
Vista interior del Rincón de Karim Jan.

El «rincón de Karim Jan» (en persa, خلوت کریمخانی jalvat-e karimjâní) es parte de las dependencias interiores de la residencia del sah Karim Jan Zand (1750-1779), construidas en 1759. Consiste en la actualidad en un iwán o recinto abovedado destinado a encuentros íntimos o informales. Dentro del mismo hay una plataforma de mármol de menor tamaño y ornamentación mucho más sencilla que la del Trono de Mármol. Antiguamente hubo también en el centro del iwán un estanque con fuente, alimentado por el qanat real que descendía del Alborz, y cuya agua se usaba después para riego en el palacio.
En tiempos de Karim Jan, era la pieza intermedia entre los aposentos privados del rey y el jardín de flores (golestân) a las dependencias administrativas (divanjané) y ceremoniales del palacio (el Trono de Mármol). El rey Nasereddín Sah Kayar (1848-1896) hizo derruir la mayor parte de la sección y obstruir el pasaje, creando el rincón en su estructura actual, que utilizaba a menudo para pasar sus ratos de asueto en silencio, fumando un narguile. La lápida del propio Nasereddín Shah, tras numerosos desplazamientos, terminó situada en este mismo lugar.

### Galerías pictóricas
Impresionado por los museos de Europa durante su segundo viaje, en 1872, Nasereddín Shah ordenó construir aquí una sala para exhibir pinturas, joyas reales y otros objetos. La colección original está actualmente dispersa por los distintos museos de Teherán, pero los cuadros continúan en el Palacio de Golestán; las obras europeas en el cuarto de la pila anexa al rincón de Karim Jan, y las iraníes en el «cuarto de pinturas» o galería (en persa, نگارخانه negârjâné).

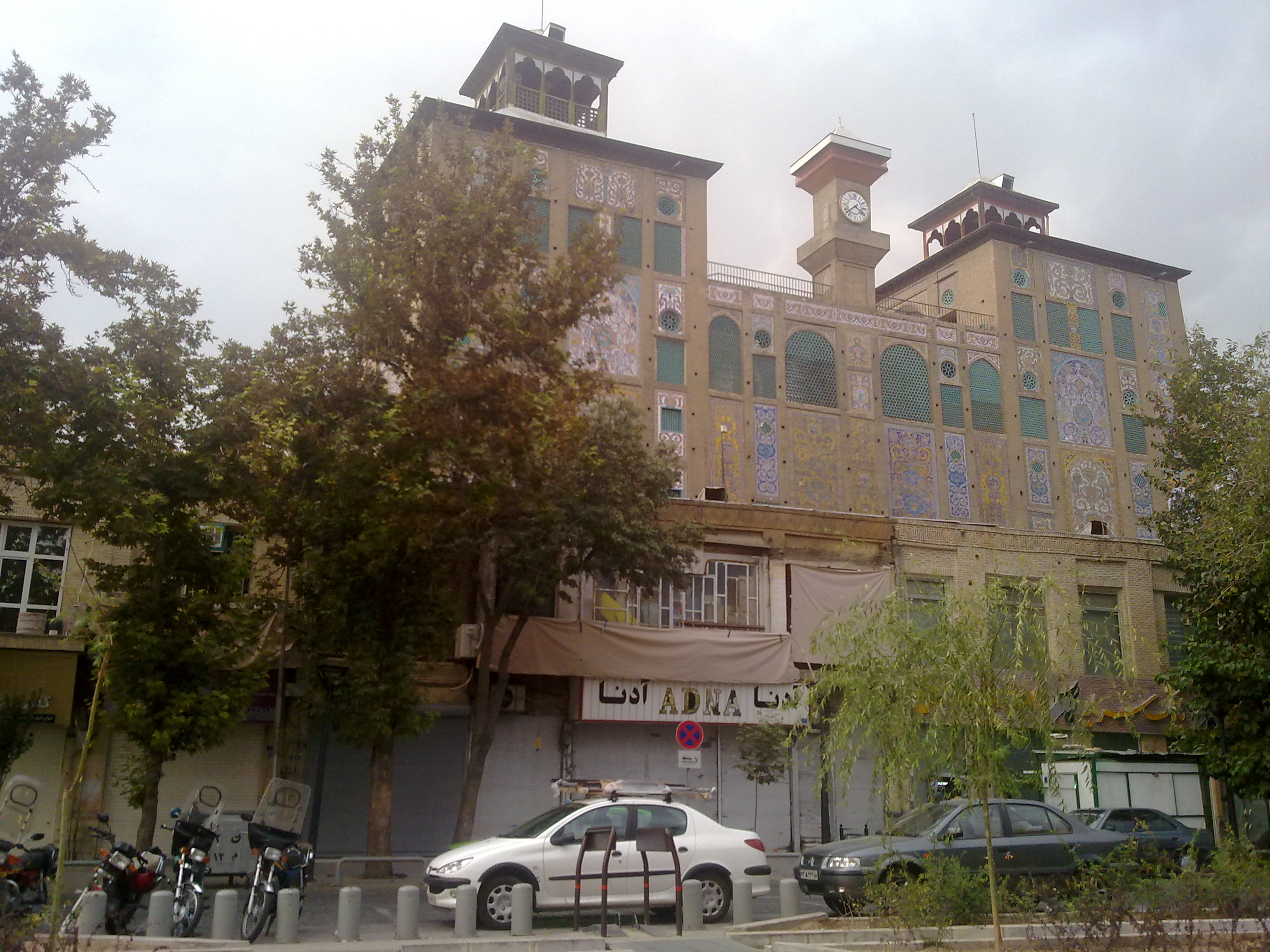
Shams ol-Emaré, visto desde la calle Naser Josrow.

Las obras iraníes se exponen en dos secciones, ordenadas para resaltar la evolución de la pintura iraní en la época kayarí. La sección meridional de la galería alberga cuadros de pintores de inicios del reinado, como Mirza Babá, Mehr Alí Afshar, Alí Akbar Jan Mozayyanoddoulé y Abolhasán Saní Saniolmolk (tío del pintor Kamalolmolk). La sección septentrional alojó a la Guardia Real en el reinado de Mohammad Reza Shah Pahlaví (1941-1979). Después de una renovación de calado considerable en 1995, acoge obras de los pintores tardíos de época de los Kayar, como Mahmud Jan Sabá Malek osh-shoará, Mohammad Gaffarí Kashaní Kamalolmolk, Mehrí y Musa Momayyez.

### Shams ol-Emaré
El edificio conocido como Shams ol-Emaré (en persa, شمس‌العماره «Sol de la construcción») es uno de los más destacados del complejo por su altura y su ornamentación. El edificio combina la arquitectura tradicional iraní con la europea.
Fue construido por orden de Nasereddín Shah antes de su primer viaje a Europa. El conocimiento de la arquitectura europea suscitó en el monarca el deseo de contar con un edificio semejante, elevado, desde el que poder contemplar una vista panorámica de su capital desde lo alto. Las obras se comenzaron en 1865 (1282 de la Hégira lunar) y terminaron dos más tarde, supervisadas por Dust Alí Jan Nezamoddoulé. Los planos se atribuyen a Moayyerolmamalek, y su ejecución, al aparejador Alí Mohammad Kashí.

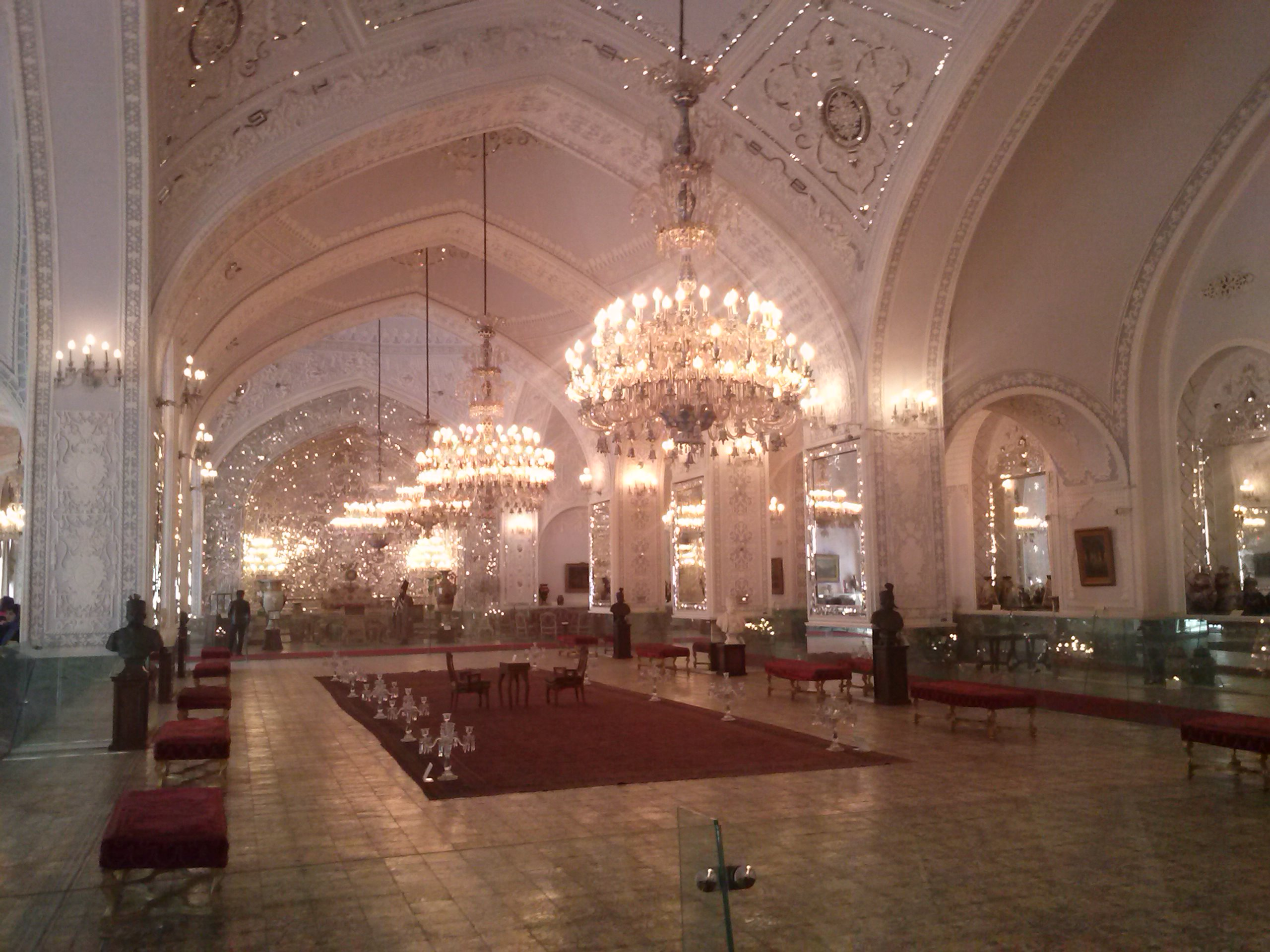
Salón de recepciones del Palacio de Golestán.

### Salón de recepciones
El salón de recepciones (en persa, تالار سلام tâlâr-e salâm, «salón de saludos») o «salón del museo» (تالار موزه tâlâr-e muzé) fue construido tras el primer viaje de Nasereddín Shah a Europa en el año 1873 d. C. (1290 de la Hégira lunar). Viajeros y enviados diplomáticos de Europa refieren la magnificencia del salón en época de Nasereddín Shah, que contenía el Trono del Pavo Real así como parte de la colección real de pinturas europeas, además de distintos regalos de valor recibidos por la corte iraní y numerosas alhajas y piedras preciosas. En época Pahlaví, el Trono del Pavo Real y las gemas fueron trasladados al museo conocido hoy como Museo de Joyas Nacionales, y se reservó el salón para ceremonias oficiales, en particular la coronación tanto de Reza Shah en 1925 como la de Mohammad Reza Shah Pahlaví en 1941. En el salón se guardan aún varios objetos preciosos y cuadros de pintores iraníes como Kamal-ol-molk. Las paredes y techumbre ofrecen un excelente ejemplar de decoración con espejos al estilo iraní, además de los relieves en estuco. Los suelos son de mosaico.

### Salón de los espejos
Una de las dependencias más destacadas del palacio de Golestán a pesar de su reducido tamaño, conocida por su excelente decoración con espejos. El salón fue diseñado por Haŷ Abdolhosein Memar Bashí Saní ol-Molk, aconsejado por el ministro de Arquitectura Yahya Jan Motamed ol-Molk.

### PalacioAbyaz
El palacio Abyaz («Palacio Blanco» en persa-árabe کاخ ابیض kâj-e abyaz) fue construido con el fin de recopilar los numerosos regalos enviados a Nasereddín Shah por el sultán otomano Abdul Hamid II. Su construcción se completó en 1883 y desde 1968 es sede del Museo de Antropología de Teherán, con una exposición de ropas tradicionales iraníes y talleres de artes y artesanía.

### Tâlâr-e Berliân
El «Salón Brillante» o «Salón de brillantes» (tâlâr-e berliân, تالار برلیان) recibe su nombre del elaborado trabajo artesanal con espejos que cubre columnas, paredes y techo. El salón fue construido por orden de Nasereddín Shah para sustituir un espacio anterior llamado «Salón de Vidrios» (tâlâr-e bolur, تالار بلور), construido por Fath Alí Shah, segundo sah de la dinastía Kayar (1797-1834), que había arruinado la humedad. El Salón Brillante es apreciado por su trabajo de espejos y sus candelabros. Un cuadro de Yahya Jan Saní ol-Molk Ghaffarí, guardado en el Palacio, muestra la decoración del salón antes de la renovación llevada a cabo por Mozaffareddín Shah (1896-1907).

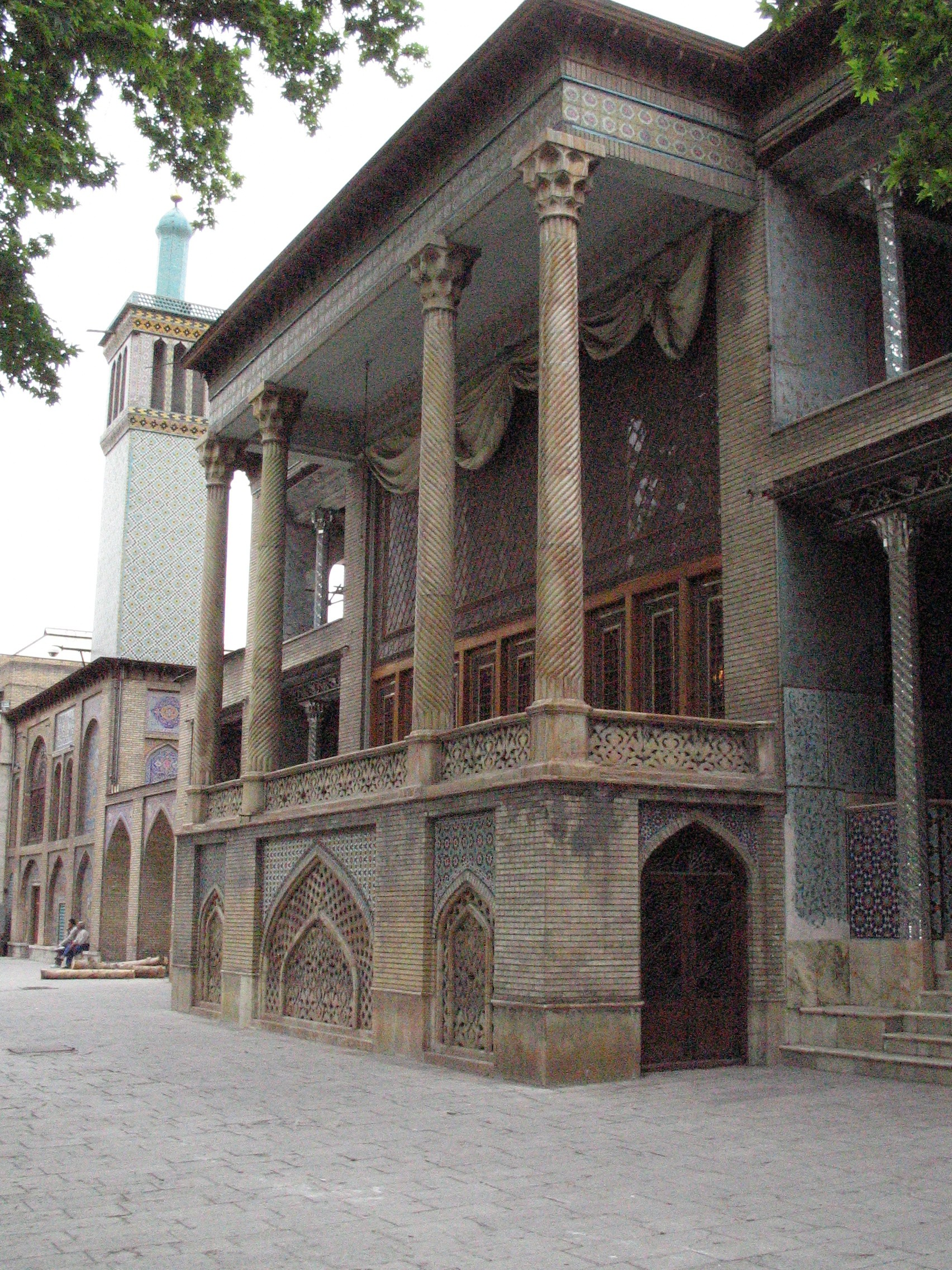
Edificio de las torres de viento.

### Emârat-e bâdgir
El «edificio captaviento» (Emârat-e bâdgir, عمارت بادگیر), lugar de coronación de Mozaffaroddín Shah en 1896, fue construido hacia 1806, bajo el reinado de Fath Alí Shah y fue renovado a fondo, con cambios estructurales, en tiempos de Nasereddín Shah (1848-1896). La estructura previa a esa renovada está reflejada en una acuarela del pintor Mahmud Malek oš-Šoará (1811-1893).
Le dan el nombre a la construcción cuatro torres «atrapavientos», sistema de refrigeración tradicional de la arquitectura persa, cubiertas de azulejo en colores azul, amarillo y negro, y una cúpula dorada. Las torres, conduciendo el aire hacia un estanque situado bajo el cuarto central del edificio, lo refrigeran cuando el estanque está lleno del agua que llega del Alborz a través de un qanat. Este cuarto central está enteramente recubierto de estuco, decoración de espejos (âinekârí آینه‌کاری), pinturas y el mejor vitral del conjunto del palacio, entre puertas en madera tallada. El edificio está flanqueado por dos balcones conocidos como gushvar («pendientes»).

### Salón de marfil
Al oeste del Salón Brillante se halla un «salón de marfil» (tâlâr-e 'âŷ), construido en época de Nasereddín Shah después del salón de recepciones y del salón de los espejos y utilizado en la época para exponer regalos recibidos de cortes extranjeras y como cenador.

### Salón de diamante
Situado en el ala meridional del palacio junto al Emârat-e Bâdgir, recibe el nombre por su excepcional ornamentación a base de espejos. El salón fue construido en tiempos de Fath Alí Shah. Nasereddín Shah lo renovó cambiando los arcos ojivales de los vitrales por arcos de medio punto, además de cubrir las paredes con papel pintado importado de Europa.

## Galería de imágenes

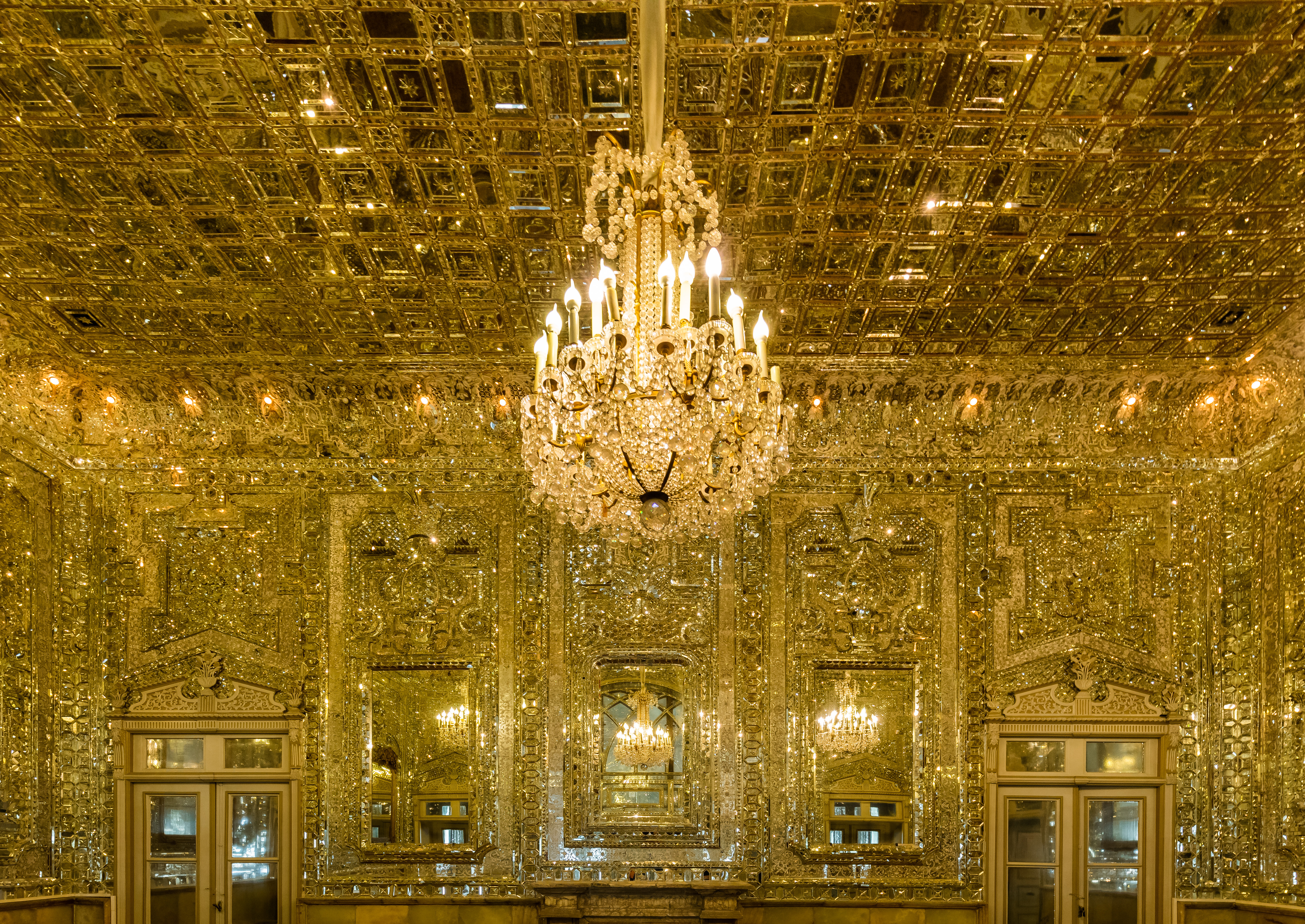
Cuarto dorado.
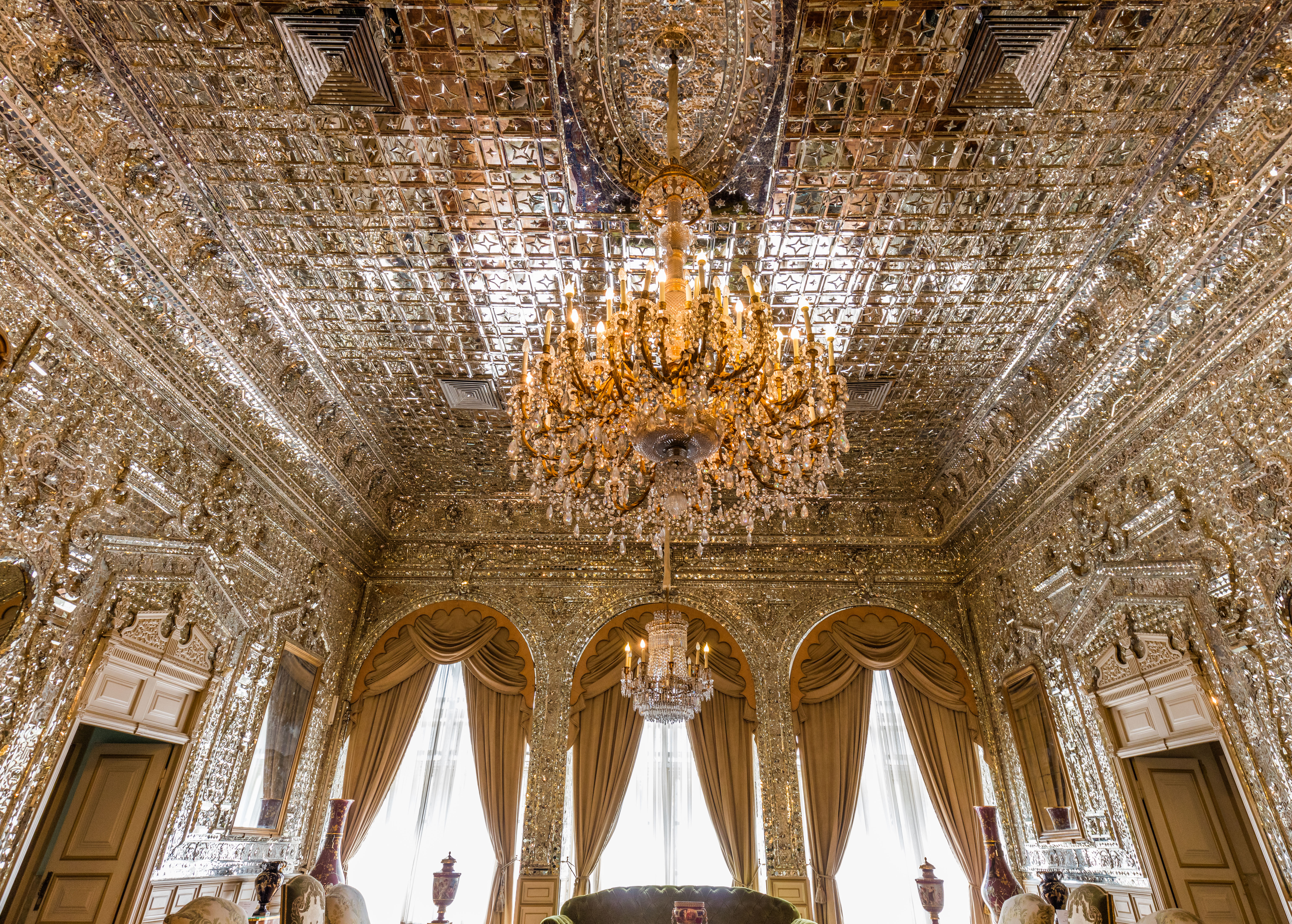
Sala decorada con espejos.
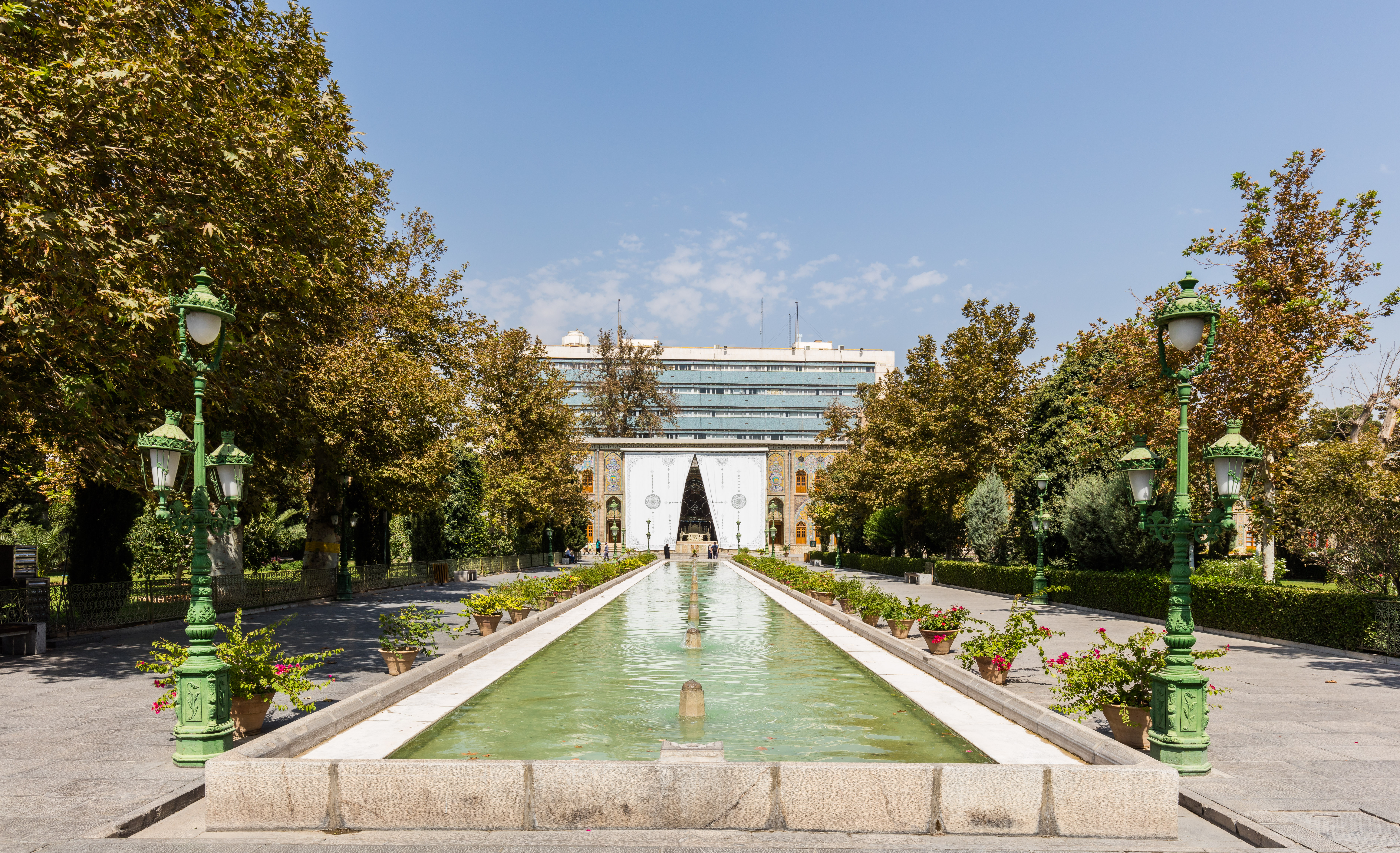
Iwan y jardines.
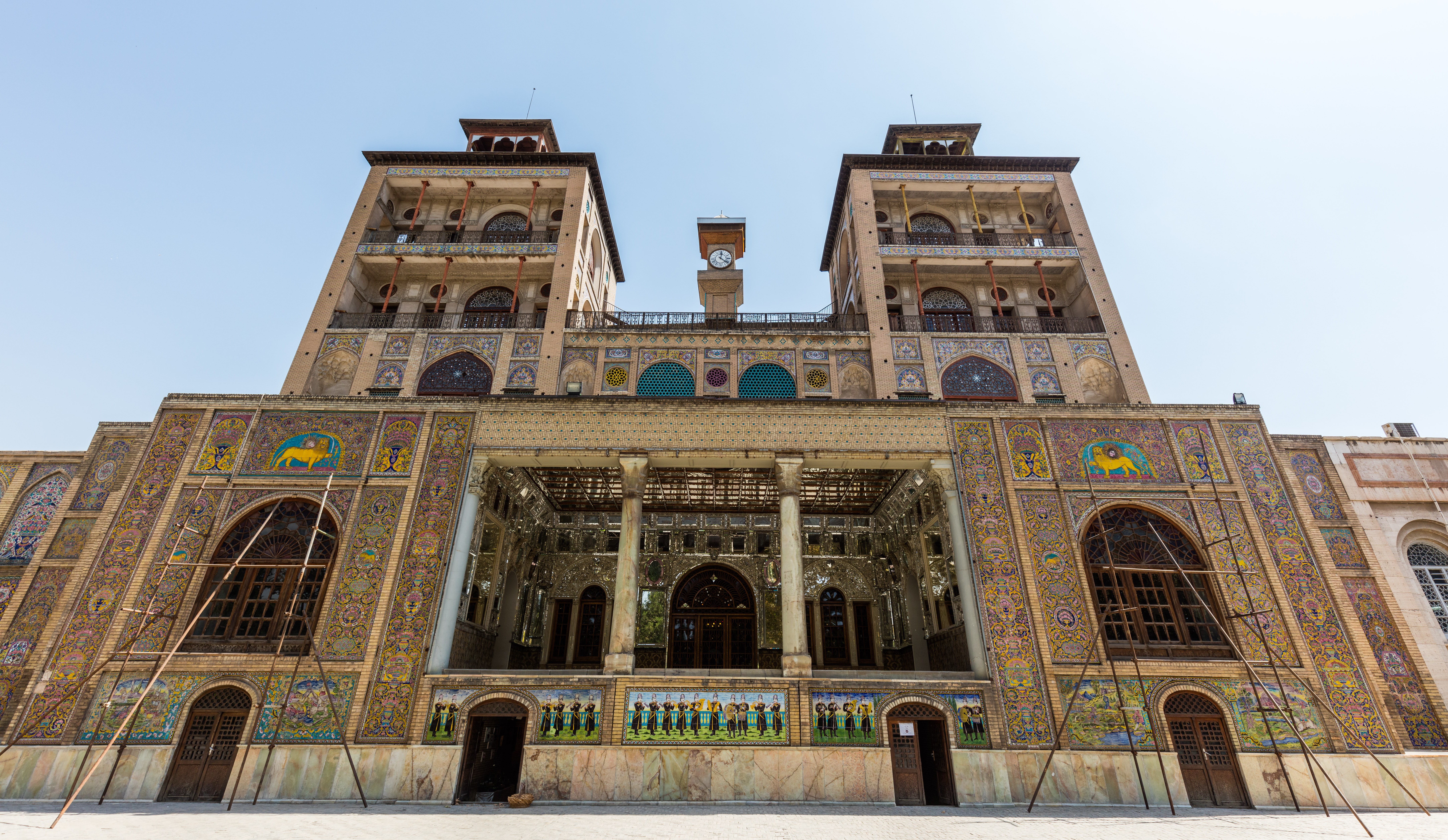
Shams-ol-Emareh visto desde el interior del palacio.
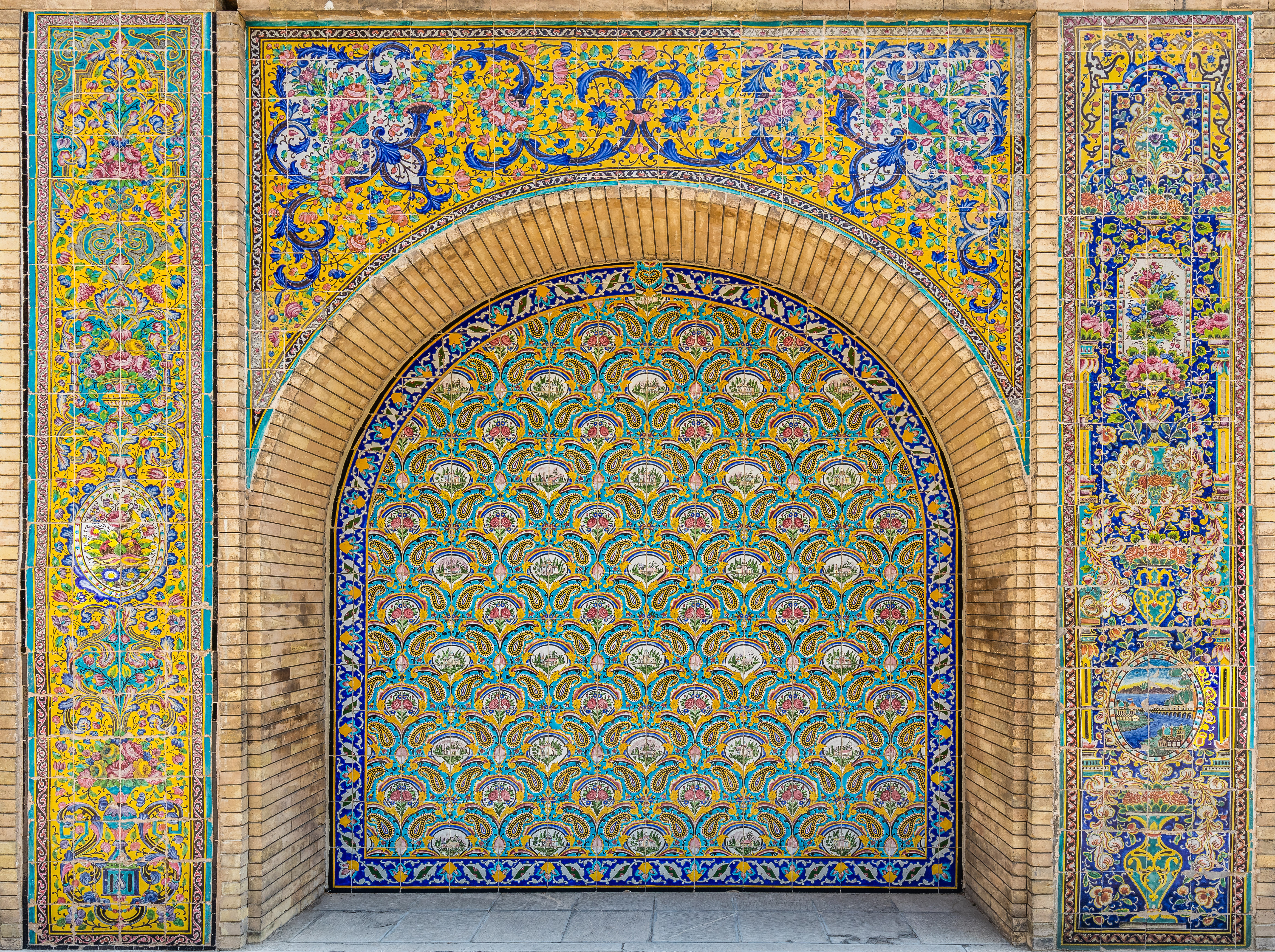
Detalle de los elaborados azulejos.
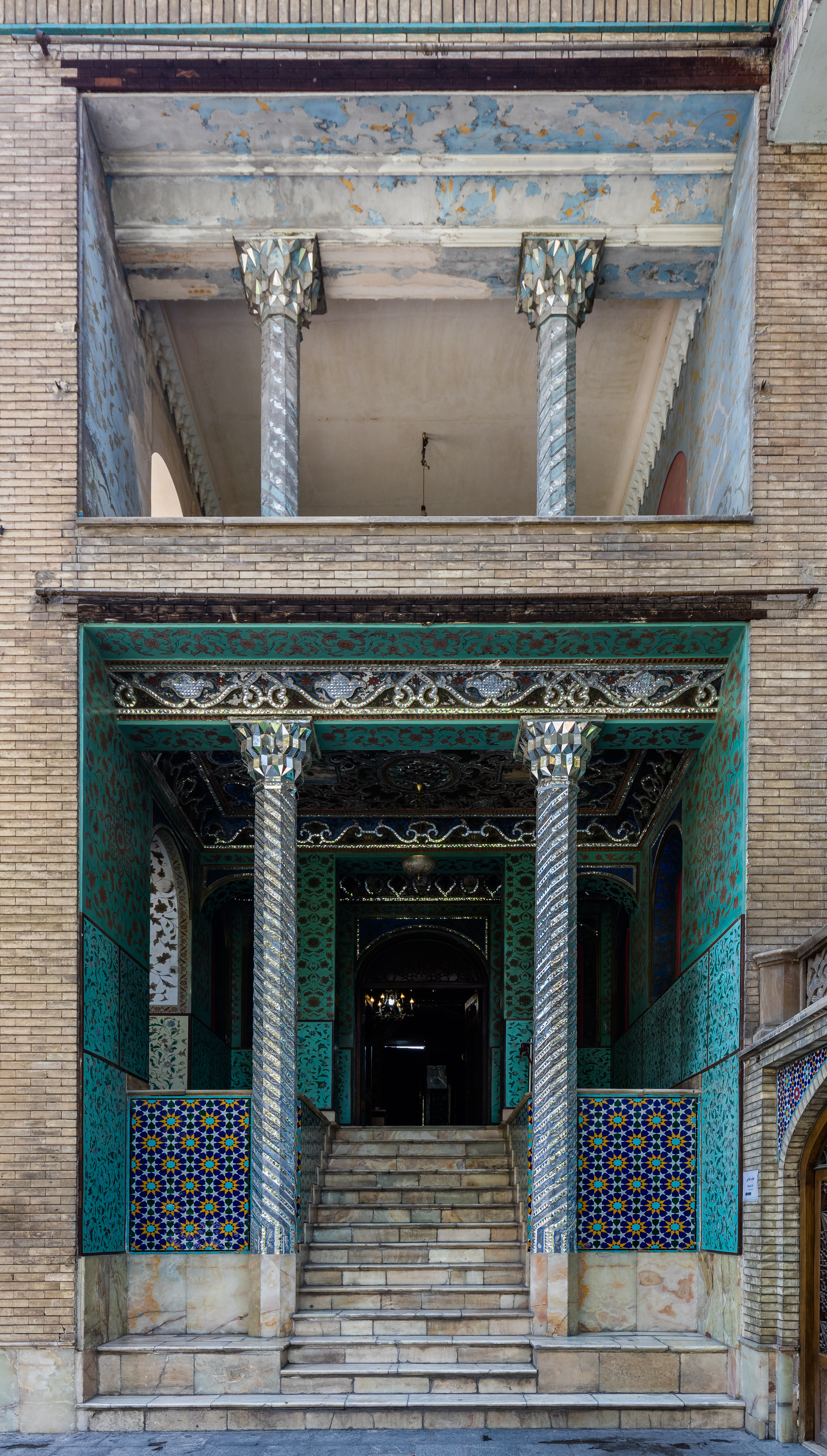
Entrada a la torre de viento.
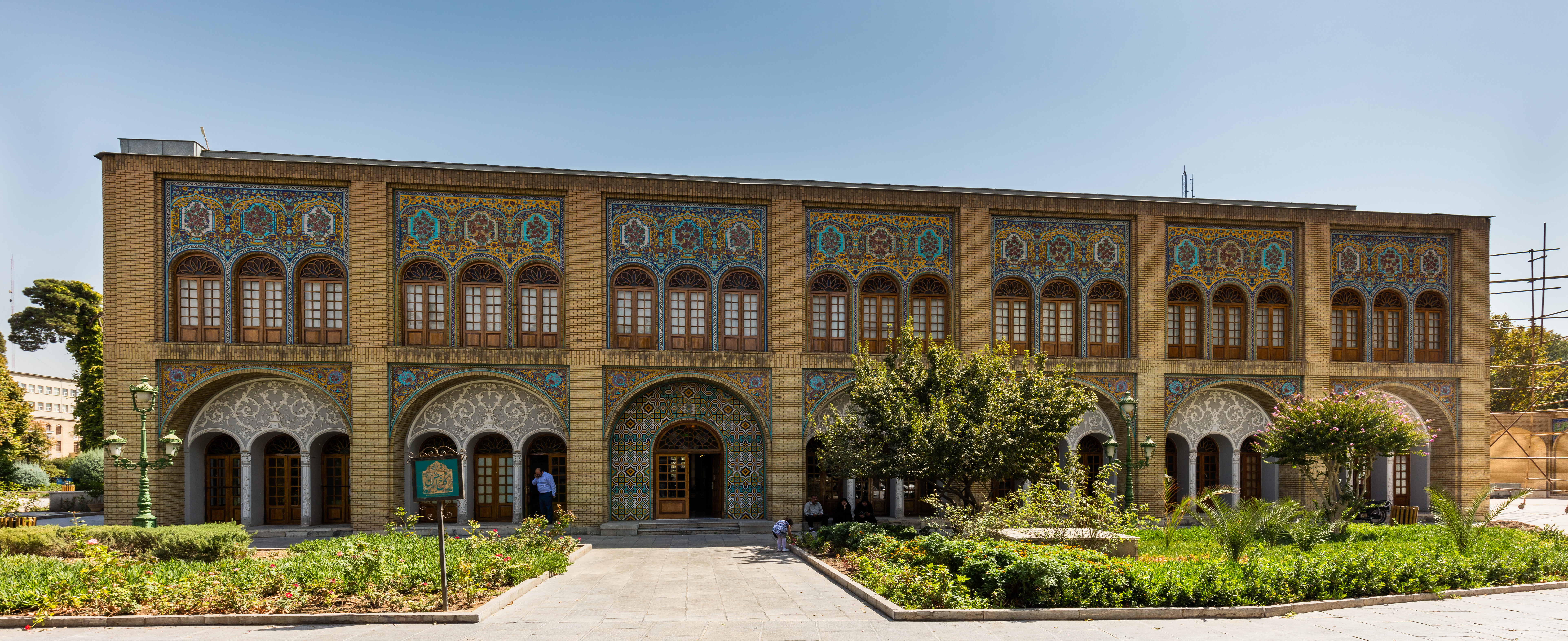
Vista exterior de una de las alas del palacio.
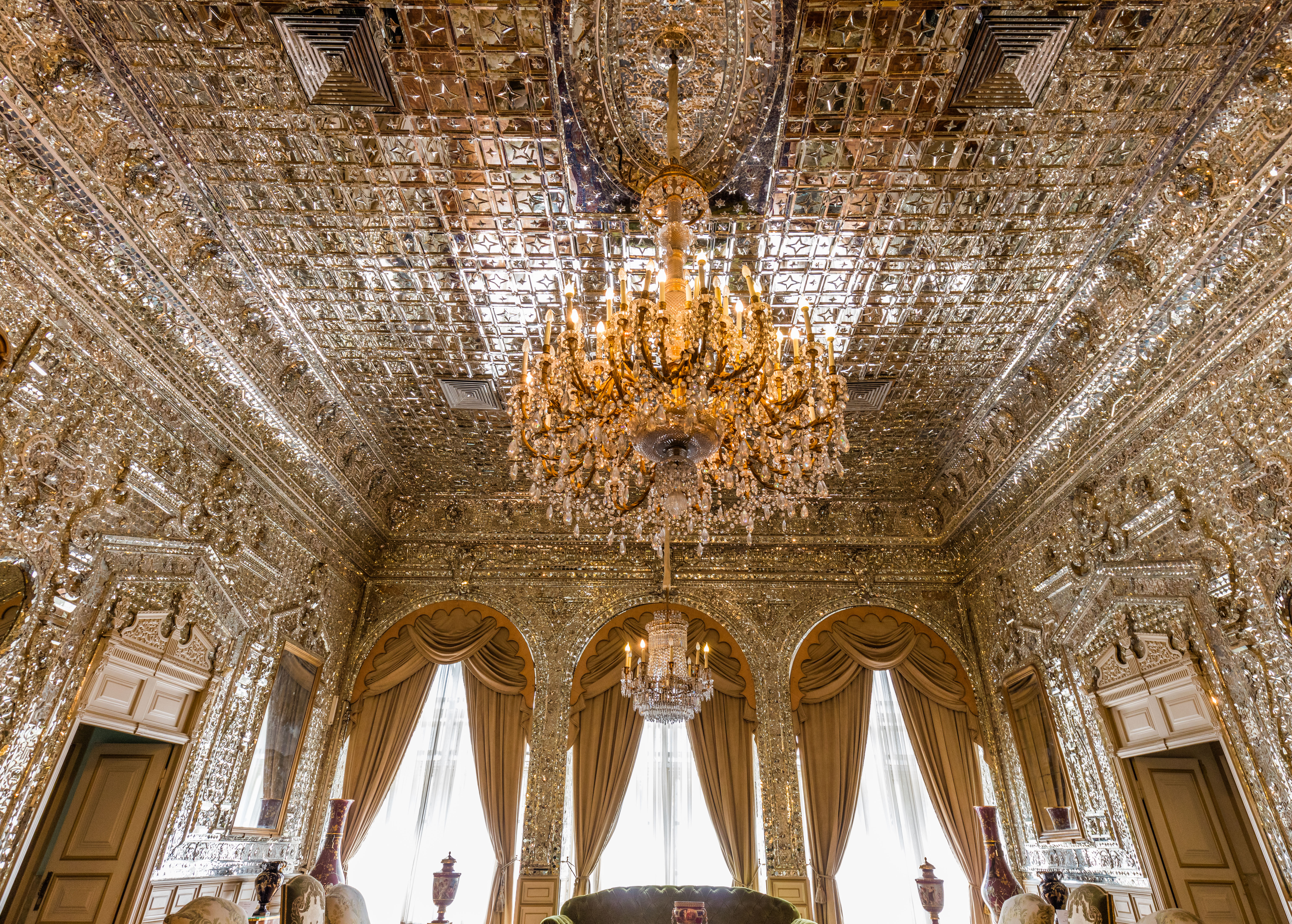
Exterior del palacio.
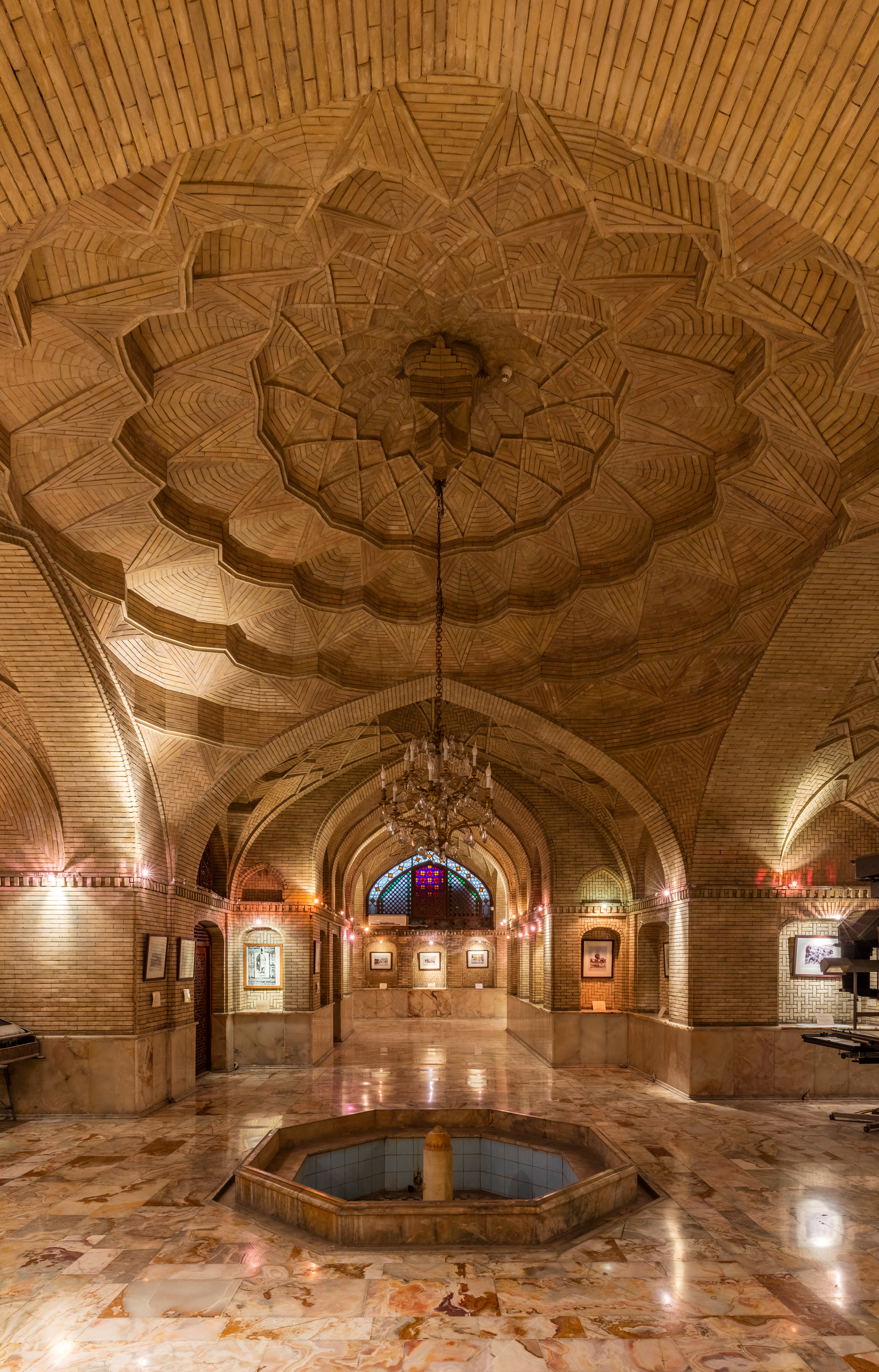
Vista de la sala donde se aloja la exposición sobre fotografía.